# Шпијунка без имена
„Шпијунка без имена” (Fräulein Doktor)  је југословенско-италијански филм из 1969. године. Режирао га је Alberto Lattuada а сценарио су написали Duilio Coletti, Stanley Mann, Vittoriano Petrilli и Alberto Lattuada

## Улоге
| Глумац                  | Улога                              |
| ----------------------- | ---------------------------------- |
| Оливера Катарина        | Маркиза де Харо (као Оливера Вучо) |
| Миливоје Поповић Мавид  | Капелан (као Мавид Поповић)        |
| Јанез Врховец           | Белгијски пуковник                 |
| Милутин Мићовић         | Блондел (као Мики Мићовић)         |
| Душан Булајић           | Пуковник Делвеаук                  |
| Душан Ђурић             | Помоћник Лудендорф                 |
| Милан Јелић             |                                    |
| Зоран Лонгиновић        | Рањени енглески војник             |
| Михајло Бата Паскаљевић | Рањени енглески војник             |
| Љубо Шкиљевић           |                                    |
| Александар Стојковић    | Хемичар                            |